# Steven Joseph-Monrose
Pour les articles homonymes, voir Monrose.
Steven Joseph-Monrose, né le 20 juillet 1990 à Bondy en Seine-Saint-Denis, est un footballeur français évoluant au poste d'attaquant.

## Biographie

### Sa formation, entre Bondy et le Nord-Pas-de-Calais
Né en région parisienne, Steven Joseph-Monrose commence à jouer au football avec les jeunes du club local, l'AS Bondy. En 2000, il est repéré par des recruteurs du Nord-Pas-de-Calais qui l'invitent puis l'intègrent à leur centre de préformation, situé à Liévin. Très à l'aise techniquement, il n'y reste que trois ans et rejoint le Racing Club de Lens, le club principal de la région à cette époque. D'année en année, il monte de catégorie et impressionne ses éducateurs, au point d'être appelé en équipe de France des moins de 16 ans par François Blaquart en 2005. Il continue ensuite sa formation, marquée par des débuts précoces en équipe réserve deux ans plus tard, à seulement dix-sept ans. En championnat de France amateur, il inscrit même quelques buts. Cette même année, Joseph-Monrose joue ses premiers matches avec les moins de dix-huit ans français, lors du tournoi de Limoges par exemple où il affronte les États-Unis et marque son premier but, le 30 octobre.

### Entrée dans le monde professionnel avec le Racing Club de Lens
Avant le début de la saison suivante, le jeune lensois signe son premier contrat professionnel, qui le lie au club durant cinq années, et commence à s'entraîner avec les pros. Le 12 octobre 2008, il est appelé pour la première fois par le coach Jean-Guy Wallemme, à la suite des nombreuses blessures qui touchent le groupe lensois en cette période (Razak Boukari, Issam Jemâa, Kévin Monnet-Paquet, tous trois attaquants, sont indisponibles). Lens menant au score contre Guingamp, Wallemme décide de lancer Joseph-Monrose en Ligue 2 en le faisant entrer en jeu à la soixante-et-onzième minute, en remplacement de Sidi Keita. Le jeune lensois finit le premier match de sa carrière sur une victoire par un but à zéro. Un mois plus tard, il refait une courte apparition avec les Sang et Or en Coupe de la Ligue, dans l'optique de tirer l'un des tirs au but. À dix minutes du terme de la prolongation, il délivre une passe décisive sur corner au Tunisien Alaeddine Yahia, qui permet à son équipe de se qualifier pour les quarts de finale. Passé dans la catégorie des moins de dix-neuf ans français sous les ordres de Jean Gallice, il est convoqué dans la foulée pour le premier tour qualificatif de l'Euro 2009, disputé au Liechtenstein. Lors du premier match, face à l'équipe hôte le 21 novembre, Joseph-Monrose remplace à neuf minutes de la fin le buteur Hervé Bazile (victoire finale quatre à zéro). Lors du mois de décembre, Joseph-Monrose dispute deux nouvelles rencontres avec Lens, avant de disparaître des écrans de radar, étant pris par la sélection, la réserve et les moins de dix-neuf ans.
Le 25 mai 2009, il est sélectionné pour participer aux Jeux méditerranéens 2009 avec les moins de 20 ans. Pour son premier match dans la compétition, Steven Joseph-Monrose inscrit le deuxième but de son équipe dix minutes après être entré sur le terrain, contre la Turquie. Décisif dans le jeu, il est titularisé lors des trois rencontres suivantes par Luc Rabat. Défaits en demi-finale puis lors du match pour la troisième place, les Bleus finiront ce tournoi à la quatrième place. Le 8 août 2009, Joseph-Monrose dispute son premier match en Ligue 1 contre le champion en titre, Bordeaux. À la quatre-vingt-cinquième minute, il remplace Adil Hermach, milieu défensif, son équipe étant menée au score d'un but.
En janvier 2010, il est prêté à Châteauroux pour six mois sans option d'achat. Le 15 janvier, il dispute son premier match avec La Berrichonne face à Sedan, et prend part aux trente-deux dernières minutes.
Le 11 décembre 2010, Jean-Guy Wallemme décide de le titulariser pour la première fois sur le côté gauche pour le déplacement à Lorient.
Le 5 janvier 2011, lors d'un match amical contre le Borussia Dortmund, il entre en deuxième mi-temps et il inscrit le but égalisateur d'une frappe en dessous de la barre transversale à la 90e minute permettant aux Sang et Or d’arracher le nul (2-2). 
Le 2 juin 2011, il joue son premier match avec les espoirs contre le Mexique, lors du tournoi de Toulon. Il se montre décisif dès le début de la partie, servant parfaitement Anthony Knockaert pour l'ouverture du score puis redonnant l'avantage à son équipe juste avant la pause,. Lors de la rencontre suivante, il récidive en marquant deux nouveaux buts et en délivrant une passe décisive contre la Chine. En demi-finale il inscrit l'unique but contre l'Italie et continue en inscrivant son cinquième but en finale contre la Colombie.

### Exil en Belgique
Le 2 juillet, le Racing Club de Lens officialise son départ vers Courtrai, où il signe un contrat de trois ans.
Une première bonne saison à Courtrai lui fait signer un contrat de quatre ans au KRC Genk.

### Retour en France au Stade brestois
Le 30 juillet 2015, il s'engage en faveur du Stade brestois 29 pour une durée de deux ans et endosse le numéro 28. Il dispute sa première rencontre sous le maillot breton lors d'une opposition de Ligue 2 contre le Nîmes Olympique. En rentrant en jeu à la 71e minute il participe ainsi à la victoire 2-0 de son équipe.

### Départ en Azerbaîdjan
Le 23 juin 2017 il signe dans le club azéri de FK Qabala et y signe un contrat de deux ans. En 2019 il remporte avec son club la Coupe d'Azerbaïdjan.
En fin de contrat durant l'été 2019 il change de club et s'engage pour les deux prochaines saisons avec le FK Neftchi Bakou.

## Statistiques
| Saison                | Club                  | Championnat            | Championnat | Championnat | Coupe nationale | Coupe nationale | Coupe de la Ligue | Coupe de la Ligue | Compétition(s) continentale(s) | Compétition(s) continentale(s) | Compétition(s) continentale(s) | Total | Total |
| Saison                | Club                  | Division               | M.          | B.          | M.              | B.              | M.                | B.                | Comp.                          | M.                             | B.                             | M.    | B.    |
| 2008-2009             | RC Lens               | Ligue 2                | 3           | 0           | -               | -               | 1                 | 0                 | -                              | -                              | -                              | 4     | 0     |
| 2009-2010             | RC Lens               | Ligue 1                | 2           | 0           | -               | -               | -                 | -                 | -                              | -                              | -                              | 2     | 0     |
| 2009-2010             | LB Châteauroux (prêt) | Ligue 2                | 8           | 1           | -               | -               | -                 | -                 | -                              | -                              | -                              | 8     | 1     |
| 2010-2011             | RC Lens               | Ligue 1                | 10          | 0           | -               | -               | -                 | -                 | -                              | -                              | -                              | 10    | 0     |
| Sous-total            | Sous-total            | Sous-total             | 23          | 1           | -               | -               | 1                 | 0                 | -                              | -                              | -                              | 24    | 1     |
| 2011-2012             | KV Courtrai           | Jupiler Pro League     | 37          | 8           | 7               | 3               | -                 | -                 | -                              | -                              | -                              | 44    | 11    |
| 2012-2013             | KRC Genk              | Jupiler Pro League     | 37          | 5           | 5               | 0               | -                 | -                 | C3                             | 11                             | 1                              | 53    | 6     |
| 2013-2014             | KRC Genk              | Jupiler Pro League     | 8           | 1           | 3               | 0               | -                 | -                 | C3                             | 1                              | 0                              | 12    | 1     |
| 2014-2015             | KRC Genk              | Jupiler Pro League     | 16          | 1           | -               | -               | -                 | -                 | -                              | -                              | -                              | 16    | 1     |
| Sous-total            | Sous-total            | Sous-total             | 98          | 15          | 15              | 3               | -                 | -                 | -                              | 12                             | 1                              | 125   | 19    |
| 2015-2016             | Stade brestois 29     | Ligue 2                | 29          | 3           | 2               | 0               | 1                 | 0                 | -                              | -                              | -                              | 32    | 3     |
| 2016-2017             | Stade brestois 29     | Ligue 2                | 37          | 7           | -               | -               | 2                 | 0                 | -                              | -                              | -                              | 39    | 7     |
| Sous-total            | Sous-total            | Sous-total             | 66          | 10          | 2               | 0               | 3                 | 0                 | -                              | -                              | -                              | 71    | 10    |
| 2017-2018             | FK Qabala             | Unibank Premyer Liqası | 22          | 9           | -               | -               | -                 | -                 | C3                             | 4                              | 1                              | 26    | 10    |
| 2018-2019             | FK Qabala             | Unibank Premyer Liqası | 25          | 6           | 4               | 1               | -                 | -                 | C3                             | 2                              | 1                              | 31    | 8     |
| Sous-total            | Sous-total            | Sous-total             | 47          | 15          | 4               | 1               | -                 | -                 | -                              | 6                              | 2                              | 57    | 18    |
| 2019-2020             | Neftchi Bakou         | Unibank Premyer Liqası | 19          | 7           | 2               | 0               | -                 | -                 | C3                             | 6                              | 3                              | 27    | 10    |
| 2020-2021             | Neftchi Bakou         | Unibank Premyer Liqası | 15          | 2           | 1               | 0               | -                 | -                 | C3                             | 1                              | 0                              | 17    | 2     |
| Sous-total            | Sous-total            | Sous-total             | 34          | 9           | 3               | 0               | -                 | -                 | -                              | 7                              | 3                              | 44    | 12    |
| 2021-2022             | AO Xanthi             | Superleague 2          | 0           | 0           | 3               | 1               | -                 | -                 | -                              | -                              | -                              | 3     | 1     |
| Total sur la carrière | Total sur la carrière | Total sur la carrière  | 268         | 41          | 27              | 5               | 4                 | 0                 | -                              | 25                             | 6                              | 324   | 52    |

## Palmarès
RC Lens
- Champion de France de Ligue 2 en 2009.

 KRC Genk
- Vainqueur de la Coupe de Belgique en 2013.

 FK Qabala
- Vainqueur de la Coupe d'Azerbaïdjan en 2019.